# Rockwell-MBB X-31
Le X-31 est un avion à réaction expérimental germano-américain développé conjointement par les firmes Rockwell et MBB afin d'étudier le gain en manœuvrabilité offert par une poussée vectorielle associée à des commandes de vol électriques permettant de garder le contrôle de l'appareil à très forte incidence. Il s'agit actuellement du programme d'essai le plus complet en matière de recherche sur la poussée vectorielle. Le X-31 est aussi le premier appareil de la série des avions-X à avoir été piloté par un pilote d'essai non américain.

## Historique du programme

### Développement
Alors que dans les années 1970, la généralisation des missiles air-air à moyenne portée semblait avoir rendu obsolète les techniques du combat tournoyant, la mise en service d'une nouvelle génération d'appareils soviétiques dans le milieu des années 1980 et le développement des contremesures força les états-majors de l'OTAN à considérer de nouveau la manœuvrabilité d'un appareil comme une caractéristique indispensable pour lui permettre de se mesurer à ses adversaires lors de combats à courte distance. En 1987, la DARPA et le BWB décident donc de concevoir conjointement un démonstrateur technologique hautement manœuvrable capable d'évoluer sous fort facteur de charge, à faible vitesse et à forte incidence ; ce programme est baptisé X-31 Enhanced Fighter Maneuverability.
En raison de leur expérience dans ce domaine, grâce respectivement aux programmes HIMAT et TKF-90, les firmes Rockwell et  MBB sont sélectionnées pour mener à bien ce projet. Rockwell s'en voit confier la maîtrise d’œuvre et est chargé des études aérodynamiques, de la conception générale de l'appareil, de la construction du fuselage, des plans canards et de la dérive, tandis que MBB, en tant que sous-traitant, est responsable de la conception et de la construction de la voilure et du dispositif d'orientation de la poussée.
En 1988, les fonds nécessaires au programme X-31 sont débloqués et Rockwell entame la construction du premier prototype. L'appareil est officiellement présenté au public le 1er mars 1990, 22 mois seulement après le lancement du programme. Le premier vol d'un X-31 a lieu le 11 octobre 1990 et un second avion rejoint le programme le 19 janvier 1991. Afin de réduire les coûts et les délais de construction, de nombreux éléments sont empruntés à des appareils déjà en service, la propulsion est ainsi assurée par un turboréacteurGeneral Electric F404-GE-400, équipant entre autres le McDonnell Douglas F/A-18 Hornet, modifié par l'adjonction en sortie de tuyère de trois palettes de grandes dimensions permettant d'orienter la poussée sur les axes de tangage et de lacet. Cette nouvelle motorisation a été testée en vol sur un F/A-18 modifié, avant d'être finalement montée sur le X-31, les premiers essais de la poussée vectorielle ayant lieu le 14 février 1991.

### Essais en vol

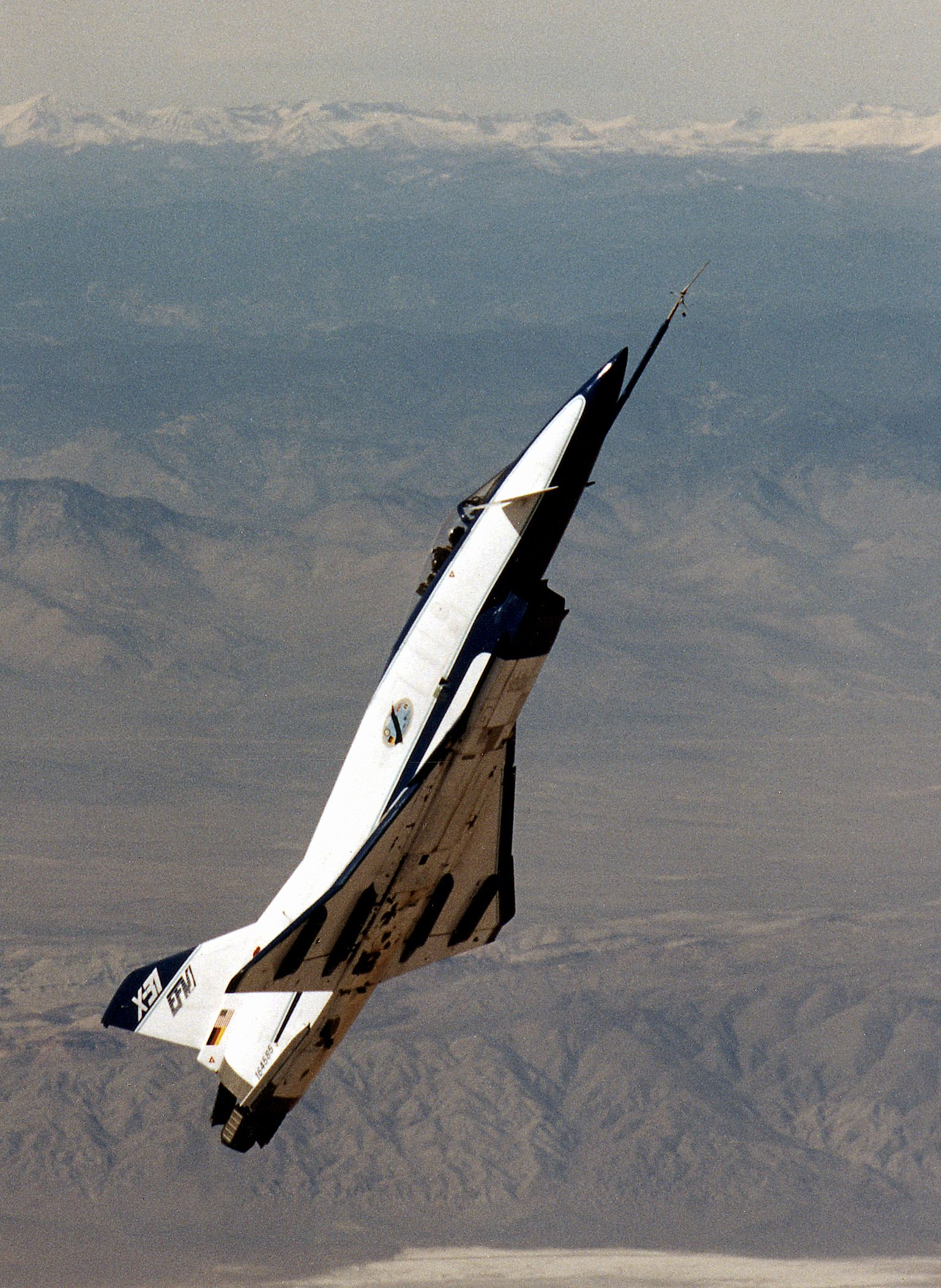
Manœuvre de très forte incidence

De 1990 à 1995, les deux appareils effectuent plus de 500 vols d'essais. Le 6 novembre 1992, un X-31 parvient à atteindre une incidence de 70° et, le 29 avril 1993, le second prototype effectue un virage de 180° à rayon minimal en effectuant une figure inédite appelée manœuvre de Herbst.

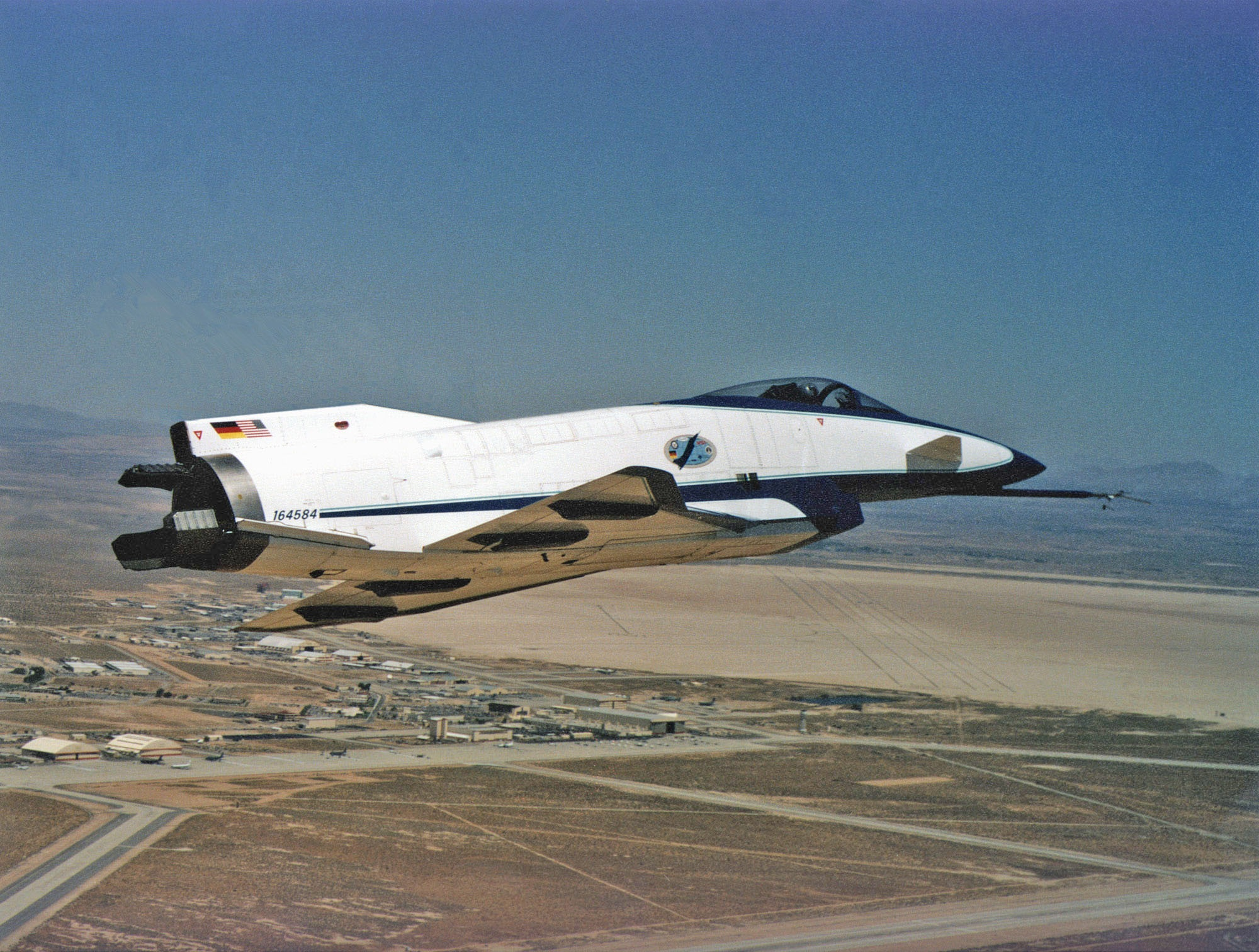
Concept de l'artiste: Demi-Queue X-31

En 1994, l'empennage vertical du X-31 N° 164585 est démonté, afin d'effectuer une série de vols d'essais durant lesquels il est démontré que la poussée vectorielle de l'appareil permet à elle seule de contrôler les évolutions en tangage et en lacet.
Au milieu des années 1990, les X-31 sont affectés à un nouveau programme d'essai baptisé VECTOR. Ce projet, issu d'une initiative conjointe de l'United States Navy et de l'Office fédéral des techniques d'armement et de l'approvisionnement, attribue un budget de 53 M$ à EADS et à la division Phantom Works de l'avionneur Boeing, afin de développer un système d'approche à forte incidence et d'atterrissage court entièrement automatisé. Les vols d'essai sont menés depuis la base navale de Patuxent River dans le Maryland entre 2002 et 2003. Dans un premier temps l'appareil simule des décollages et des atterrissages courts depuis une piste virtuelle située à 5 000 pieds d'altitude, afin de s'assurer que le système de navigation inertielle hybridé GPS est capable de guider l'appareil avec une précision centimétrique et est suffisamment fiable pour permettre des atterrissages réels en toute sécurité. Après cette série de vols d'essais, le X-31 est le premier appareil piloté à effectuer un atterrissage entièrement automatisé. Cette première a été permise par l'utilisation d'un système Pseudolite développé par la société Integrinautics, couplé à un calculateur élaboré par Nordmicro, fournissant les paramètres aérodynamiques de l'appareil avec une grande précision.

### Présentations au public
Le X-31 est présenté en vol en 1995 lors du salon international du Bourget, il est aussi présent au salon ILA 2004 de Berlin[réf. souhaitée].

## Appareils
- N° 164584 : Premier appareil construit. S'écrase le 19 janvier 1995 au nord de la base d'Edwards en Californie après 292 vols à la suite d'un givrage de la sonde de pression dynamique ayant faussé les informations de vitesse aérodynamique transmises au calculateur de commandes de vol de l'appareil. Parmi les raisons de cet incident, on peut citer le remplacement de la sonde Pitot, équipée de résistances chauffantes, par une sonde de Kiel, dépourvue d'un tel dispositif, ainsi que la méconnaissance par le pilote et les équipes au sol d'une procédure permettant de prendre le contrôle manuel du système de commandes de vol[2],[3],[4].

- N° 164585 : Retiré du service après avoir effectué 288 vols d'essais.

## Postérité

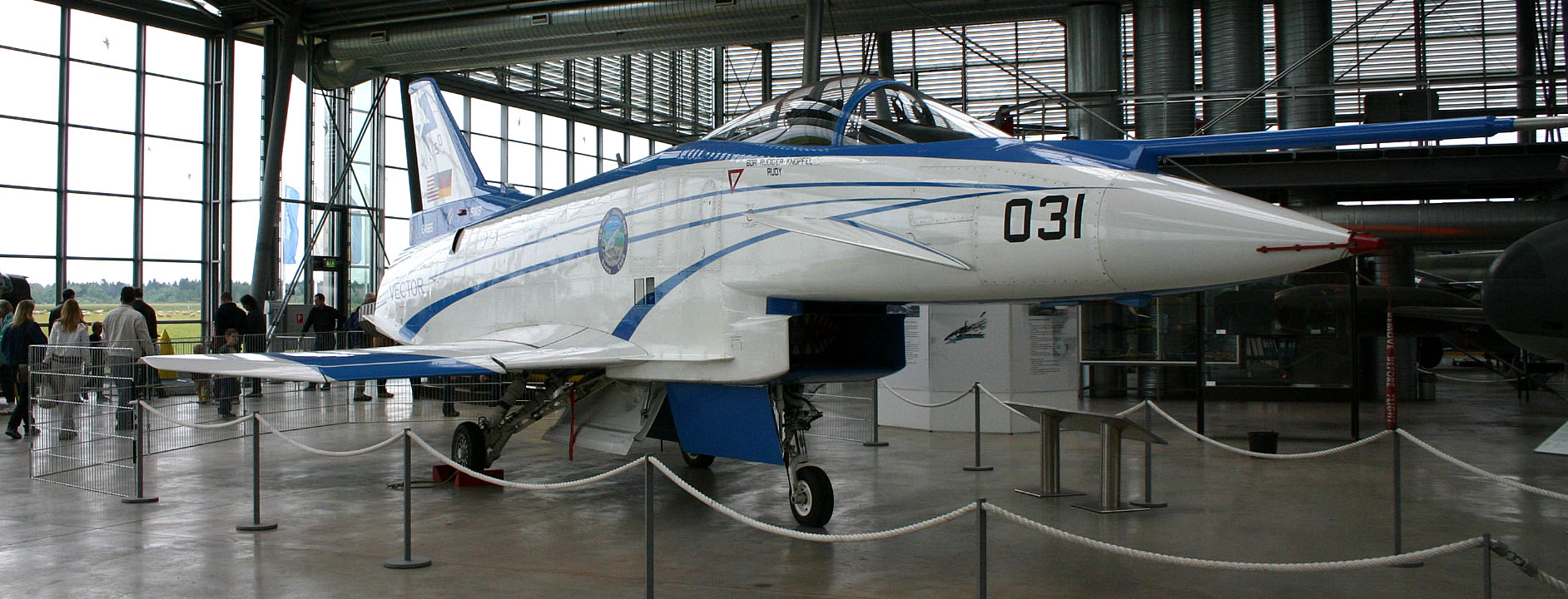

Le second exemplaire (N°164585) est exposé depuis 2003 près de Munich à l'annexe du Deutsches Museum d'Oberschleißheim.

## Caractéristiques

### Cellule
Le X-31 adopte une configuration à aile en double delta et plan canard. Le fuselage est aussi doté d'aigrettes situées en arrière des bords de fuite de la voilure. L'entrée d'air rectangulaire de grande dimension est située sous le fuselage, afin de permettre une alimentation du moteur à forte incidence.

### Motorisation

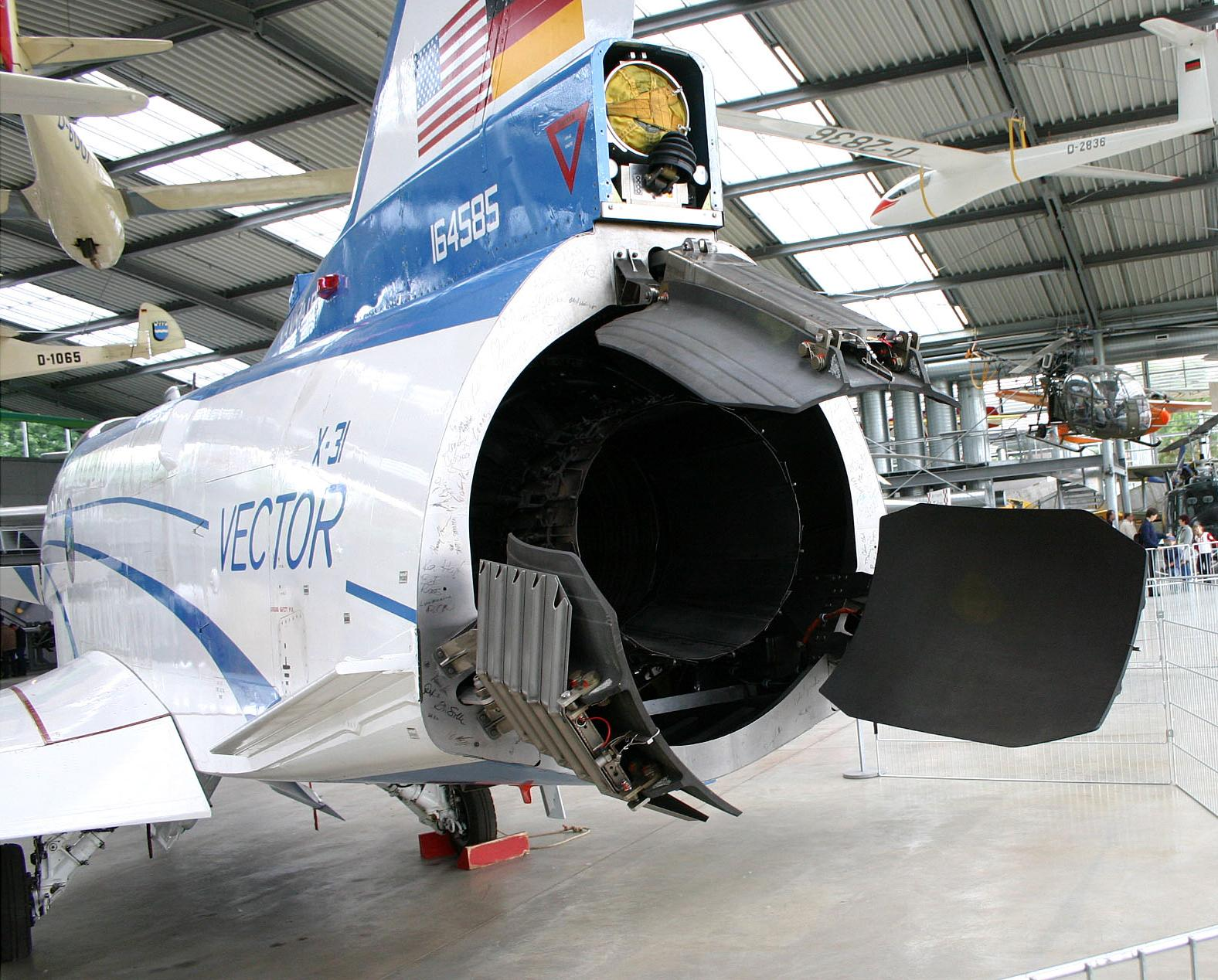

La propulsion est assurée par un turboréacteur General Electric F404-GE-400, équipant entre autres le McDonnell Douglas F/A-18 Hornet, modifié par l'adjonction en sortie de tuyère de trois palettes de grandes dimensions, commandées par un calculateur, permettant d'orienter la poussée sur les axes de tangage et de lacet.